# 鎌田菜月
鎌田菜月（1996年8月29日—），日本女性偶像藝人, 為女子團體SKE48 Team E的成员。出身於愛知縣，暱稱為（Nakki），隸屬於經紀公司Zest旗下。

## 經歷
2012年11月17日，鎌田於SKE48第6期生甄選合格（应募总数6682名、合格者20名）。2013年1月1日，在SKE48剧场中所举办的新年特别公演中作为6期研究生候补亮相。在2月28日，鎌田首次作為6期研究生于SKE48 研究生公演“想见你”公演的安可部分亮相。
2015年3月31日，鎌田被宣布将升格至Team E。6月6日，鎌田参加了AKB48第41张单曲选拔总选举，并首次进入了圈内，以14,545票拿下了第70名。
2016年6月1日，参加了AKB48第45张单曲选拔总选举，并以13,882票拿下了第74名，进入Upcoming Girls。7月24日，与同为SKE48“二次元同好会”的成员谷真理佳及一色岭奈出席细田守导演动画电影《穿越时空的少女》上映10周年活动。
2017年1月9日，鎌田與其他31名成員在東京的神田明神参加了成人禮。6月17日，鎌田参与了AKB48第49张单曲选拔总选举，以24,108票的成绩取得了第44名（入选Next Girls）。
2018年1月10日，SKE48发布了第22张单曲《無意識的颜色》，而鎌田也首度进入A面曲的选拔，参与了音乐录制。3月9日，鎌田与AKB48的樋渡結依与NGT48的村雲颯香一同参与了《可爱巧虎岛》的第六部电影“魔法之岛的大冒险”的声优演出，并在电影中饰演魔法之岛的公主。3月11日，与同为SKE48的北川綾巴及高木由麻奈参与了在名古屋举办的女子马拉松赛的团内代表，也为鎌田首次参与的马拉松赛。。

## 人物

### 特征
- 从小就练芭蕾舞，所以有很强的柔软度，而本人也对此感到十分光荣[15]。
- 特技为水泳及剑道，在高中时为剑道部成员，而在节目中鎌田曾在水泳对决中拿下了冠军[註 1][16]。
- 在2015年开始，本人便开始喜欢上了将棋，在Twitter上与有与将棋手有过交流[17]。此外，鎌田也在‘SKE48 59人Solo演唱会～未来的Center是谁？’公演中，就与加藤一二三（日语：加藤一二三）对战了将棋[18]。
- 在2016年11月8日，鎌田在节目解决！你的烦恼（日语：解決!ナイナイアンサー）中说过自己较为肥胖，也承诺将每天吃卵磷脂及乳酸卷心菜以减肥，而经过两个星期的时间内，本人体重也少了至少4公斤而腰围也缩了将近8cm[19]。

### SKE48相关
- 在SKE48剧场中使用的Catch phrase是“那边，哪边，这边，鎌田!我是被称为认路白痴的鎌田菜月[註 2][16]。”
- 与SKE48的六期生里面和竹内彩姬关系特别好，竹内喜欢二次元就是受她影响[20]。
- 与都筑里佳（四期生）关系良好，加上同样爱看动漫及都为“SKE48二次元同好会”成员，所以关系十分密切[21]。都筑时常称呼以姓氏“鎌田”来称呼她[22]。而入二次元同好会后，都筑与鎌田两人分别也升格为第5代团长[23]及副团长
- 为SKE48非官方组织“SKE48二次元同好会”成员（2013年10月19日入会）[24]，并在2015年3月成为副团长[25]。
- 憧憬的前辈为高柳明音，并表示十分欣赏高柳强大的气场与气势[26]。

## 參與曲目

### SKE48單曲CD
|      | 發行日期      | 單曲名稱       | 參與歌曲名稱         | 名義                 | 收錄於 | MV | 備註 |
| ---- | ------------- | -------------- | -------------------- | -------------------- | ------ | -- | ---- |
| 12th | 2013年7月11日 | 美丽的闪电     | 骤雨之前             | 研究生               | 剧场盘 |    |      |
| 18th | 2015年8月12日 | 向前衝         | 漫长梦境的迷宫       | Team E               | Type-C | ★  |      |
| 19th | 2016年3月30日 | 胆小鬼LINE     | Is that your secret? | Team E               | Type-C | ★  |      |
| 19th | 2016年3月30日 | 胆小鬼LINE     | 没有望远镜的天文台   | Passion For You 选抜 | 全版本 |    |      |
| 20th | 2016年3月30日 | 金的爱，银的爱 | Happy Ranking        | Rankingirls2016      | Type-A | ★  |      |
| 20th | 2016年3月30日 | 金的爱，银的爱 | 窗边LOVER            | Next Position        | Type-B | ★  |      |
| 21st | 2017年7月19日 | 意外是芒果     | 奇迹的流星雨         | Passion For You选拔  | 全版本 |    |      |
| 21st | 2017年7月19日 | 意外是芒果     | 俺得                 | Team E               | Type-C | ★  |      |

- 標註有「★」符號者表示該首歌曲有拍攝對應的MV

### AKB48單曲CD
|      | 發行日期      | 單曲名稱           | 參與歌曲名稱       | 名義           | 收錄於 | MV | 備註 |
| ---- | ------------- | ------------------ | ------------------ | -------------- | ------ | -- | ---- |
| 41st | 2015年8月26日 | Halloween Night    | 只有你笼罩秋色     | Upcoming Girls | Type-B | ★  |      |
| 45th | 2016年8月31日 | LOVE TRIP/分享幸福 | 2016年的Invitation | Upcoming Girls | Type-D | ★  |      |
| 48th | 2017年5月31日 | 空有愿望           | 当时的五百圆硬币   |                | Type-C | ★  |      |
| 49th | 2017年8月30日 | ＃就是喜欢你       | 不知所措犹豫不决   | Next Girls     | Type-A | ★  |      |

- 標註有「★」符號者表示該首歌曲有拍攝對應的MV

### SKE48專輯CD
|     | 發行日期      | 專輯名稱 | 參與歌曲名稱       | 名義 | 收錄於 | 備註 |
| --- | ------------- | -------- | ------------------ | ---- | ------ | ---- |
| 2nd | 2017年2月22日 | 革命之丘 | 为了爱要舍弃什么？ |      | Type-B |      |

## 劇場公演分組曲
| 公演名稱                         | 參與歌曲名稱   | 備註             |
| -------------------------------- | -------------- | ---------------- |
| 研究生時期                       |                |                  |
| 研究生公演「想见你」             | 沙滩的樱桃     |                  |
| Team S 4th Stage“RESET”          | 柠檬的年纪     | 前座Girl         |
| Team E時期                       |                |                  |
| Team E 4th Stage“手牵手”         | 胸口的条码     | 大胁有纱的代演   |
| Team E 4th Stage“手牵手”         | 带我去温布尔登 | 小石公美子的代演 |
| Team E 4th Stage“手牵手”         | 巧克力的下落   | 酒井萌衣的代演   |
| Team S 5th Stage“制服之芽”       | 女孩子的第六感 | 中西优香的代演   |
| Team E 5th Stage「SKE Festival」 | Hungry Lion    |                  |